# 克莱尔·奥赖尔登
克莱尔·玛丽·奥赖尔登（英語：Claire Mary O'Riordan；1994年10月12日—），爱尔兰共和国女子足球运动员，司职前锋，目前效力于标准列日和爱尔兰共和国国家女子足球队。她曾代表爱尔兰参加2023年国际足联女子世界杯。